# Liotrix
Liotrix, vendido sob a marca Thyrolar, entre outros, é um medicamento usado para tratar hipotireoidismo, embora seja menos preferido que a levotiroxina. Outros usos podem incluir bócio com função tireoidiana normal e cancro da tireoide. É tomado por via oral.